# Festningsrittet
La Festningsrittet va ser una competició ciclista per etapes que es disputava als voltants de Kongsvinger Noruega. Creada el 2008, el 2010 va formar part del calendari de l'UCI Europa Tour. Aquell mateix any va ser el de la seva última edició.

## Palmarès
| Any  | Vencedor             | Segon                | Tercer           |
| ---- | -------------------- | -------------------- | ---------------- |
| 2008 | Lars Petter Nordhaug | Geir Inge Berg       | Stian Sommerseth |
| 2009 | Filip Eidsheim       | Vegard Stake Laengen | Ingar Stokstad   |
| 2010 | Jesse Anthony        | Bert-Jan Lindeman    | Marcel Kittel    |